# 新ン町
新ン町（しんちょう）は、京都府京都市上京区の町名。

## 町名
現行公称町名は新ン町。郵便番号は602-0083。

## 歴史
『京都坊目誌』には、「安居院新シ町」と記され、同書が成立する大正時代以前にそのように呼ばれていたとされる。またの名を「安居院二階町」といった。

### 地名の由来
安居院の地で新しく拓かれた町であることによる。

## 地理
京都の元学区である成逸学区の中部に位置する。
大宮通とかつての堀川通（天神の辻子）の間の東西の通り沿いの両側町である。
北側は東若宮町、東側は天神北町、南側は上天神町、西側は筋違橋町に接している。

### 通り名表記
『京都市町通り名一覧表』 (1998)には、以下が挙げられている。表記の意味については「京都市内の通り#住所」を参照。
- 大宮通鞍馬口下る東入
- 大宮通寺之内上る3丁目東入
- 大宮通寺之内上る4丁目東入
- 大宮通寺之内上る東入

## 小・中学校の通学区域
市立小・中学校に通う場合の通学区域は以下のとおり。
| 町名   | 番地 | 小学校                 | 中学校             |
| ------ | ---- | ---------------------- | ------------------ |
| 新ン町 | 全域 | 京都市立西陣中央小学校 | 京都市立烏丸中学校 |

## 人口と世帯数
令和2年国勢調査による2020年10月1日の人口と世帯数は以下のとおり。
| 町名   | 人口  | 世帯数 |
| ------ | ----- | ------ |
| 新ン町 | 107人 | 57世帯 |

## 交通

### 道路

#### 東西の通り
- 宗忠の辻子[5]

## 施設
- 超勝院
- 西法寺

## 関連文献
- 林屋辰三郎、村井康彦、森谷尅久 編『京都市の地名』平凡社〈日本歴史地名大系27〉、1979年。ISBN 4-582-49027-1。
- 「角川日本地名大辞典」編纂委員会 編『角川日本地名大辞典 26 京都府』 下巻、角川書店、1982年。ISBN 4-040-01262-3。